# Platycnemis congolensis
Platycnemis congolensis är en trollsländeart som beskrevs av Martin 1908. Platycnemis congolensis ingår i släktet Platycnemis och familjen flodflicksländor. IUCN kategoriserar arten globalt som livskraftig. Inga underarter finns listade i Catalogue of Life.